# The Fall of Eve

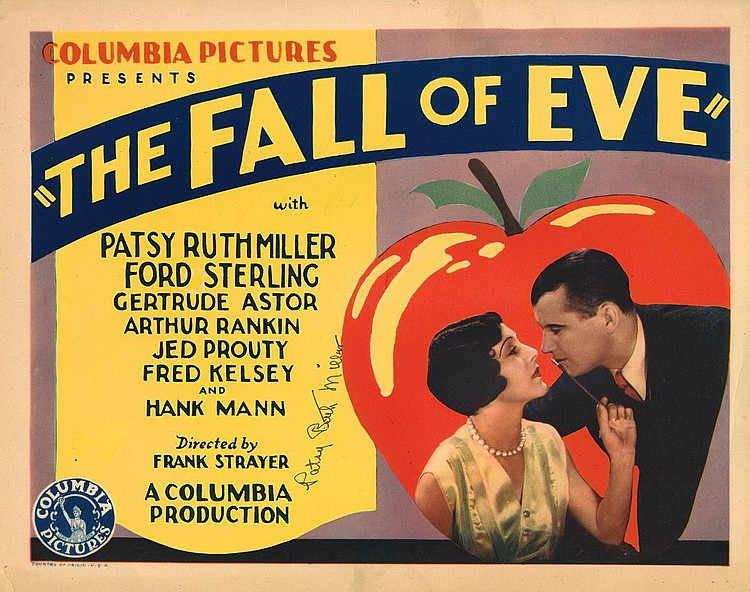
Affiche du film.

The Fall of Eve est un film américain réalisé par Frank R. Strayer, sorti en 1929.

## Synopsis
Tom Ford Jr. est amoureux d'Eve Grant, la secrétaire de son père, et veut l'épouser. Lorsqu'il demande à son père la permission de se marier, sans révéler de qui il s'agit, son père refuse. Tom Jr. est dévasté. Pendant ce temps, Tom Sr., un fabricant de maillots de bain, cherche à conclure un gros contrat avec un acheteur, M. Mack. Avant que Mack ne soit prêt à conclure l'affaire, il veut que Ford Sr. l'emmène en ville et lui fasse passer un bon moment, tout en lui offrant une compagnie féminine pour la nuit. Tom Sr. ne connaît personne qu'il pourrait amener avec lui, alors Eve se porte volontaire. Cependant, lorsqu'ils viennent chercher Mack, la femme de Mack décide qu'elle veut sortir avec eux. Pour couvrir ses intentions, Ford Sr. présente Eve comme sa nouvelle femme, Mme Ford.

## Fiche technique
- Réalisation : Frank R. Strayer
- Scénario : Gladys Lehman, Frederic Hatton (dial.), Fannie Hatton (dial.), d'après une histoire d'Anita Loos et John Emerson
- Producteur : Harry Cohn
- Photographie : Teddy Tetzlaff
- Montage : Gene Havlick
- Genre : Comédie[1]
- Production : Columbia Pictures
- Pays de production :  États-Unis
- Distributeur : Columbia Pictures
- Durée : 6 bobines
- Date de sortie : 25 juin 1929

## Distribution

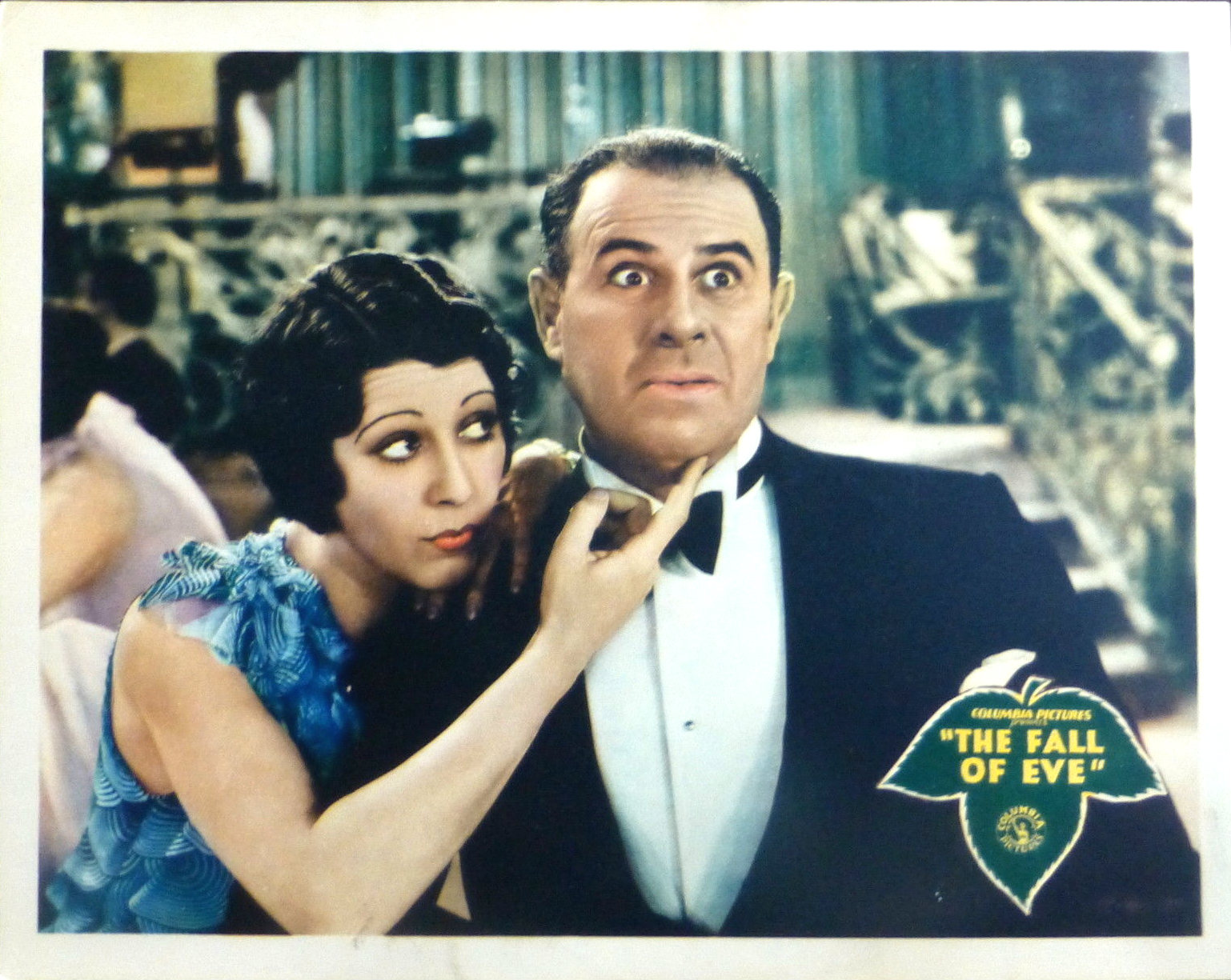
Patsy Ruth Miller et Ford Sterling, carte promotionnelle pour le film.

- Patsy Ruth Miller : Eve Grant
- Ford Sterling : Mr. Mack
- Gertrude Astor : Mrs. Ford
- Arthur Rankin : Tom Ford, Jr.
- Jed Prouty : Tom Ford, Sr.
- Betty Farrington : Mrs. Mack
- Fred Kelsey : Cop
- Bob White : Hank Mann